# Ruth Tédébé
Ruth Tédébé est une femme politique tchadienne.

## Biographie

### Jeunesse et formation
Madame Madjidian Tedebe Padja Ruth est originaire de Koumra, dans la région du Moyen-Chari au Tchad. Durant sa jeunesse, elle se distingue dans le domaine du sport, particulièrement en athlétisme. En raison de l'insécurité, notamment les conflits armés de 1979, elle ne peut quitter Koumra pour rejoindre N'Djaména et représenter sa région au tournoi national d'athlétisme. Les troubles de l’époque empêchent également son transfert au Lycée Sacré-Cœur de N'Djaména pour poursuivre ses études secondaires.
Ruth est identifiée par la Coopération Suisse, qui la recrute dès la classe de première pour une formation en technique agricole à Doyaba, près de Sarh. Elle obtient par la suite un certificat technique en agriculture et commence sa carrière comme monitrice agricole. Son engagement dans les zones rurales du Tchad contribue à son ascension professionnelle, et elle finit par obtenir un diplôme de technicienne supérieure agricole à Ba-Ili.

### Carrière politique
Ruth Tédébé intègre d'abord le gouvernement Emmanuel Nadingar en tant que Secrétaire d'État aux Affaires étrangères et à l'Intégration africaine. Puis, en février 2013, elle devient Secrétaire d'État chargée de l'Agriculture.
Elle est nommée ministre de la Formation professionnelle et des Petits métiers en juillet 2019.
Elle est également Secrétaire générale et première adjointe du Mouvement patriotique du salut.